# Еротичний трилер
Еротичний трилер — це один з видів кінофільмування та літературний піджанр, який складається з суміші еротики та трилеру. Основний час розвитку цього жанру — середина 1980-х і до початку 1990-х років. Згодом популярність еротичного трилеру почала знижуватися через недостатню конкурентоспроможність.

## Відомі приклади
До когорти найкращих витворів у жанрі еротичний трилер можна віднести такі фільми як: Основний інстинкт, Зв'язок, Автокатастрофа, Хлоя, Одягнений для вбивства, Дикі штучки, У ліжку з ворогом, Із широко заплющеними очима та Зандалі.